# Такеши Мацуда
Такеши Мацуда (јап. Matsuda Takeshi; рођен 23. јуна 1984. у Префектури Мијазаки) је јапански пливач чија специјалност је пливање делфин стилом на деоници од 200 метара. Троструки је јапански олимпијац и освајач три олимпијске медаље.
Такмичио се на Летњим олимпијским играма 2004, 2008 и 2012. године. Дебитантски наступ на Олимпијским играма забележио је у Атини 2004. када је наступио у финалу дисциплине 400 метара слободно и заузео 8. место. До прве олимпијске медаље дошао је у Пекингу 2008. када је трку на 200 метара делфин завршио на трећем месту уз нови национални и континентални рекорд (1:52,97). Највећи успех остварио је у Лондону 2012. када је освојио две медаље: сребро у штафети 4х100 мешовито (у финалу пливао делфин деоницу у времену од 51,20) и бронзу на 200 метара делфин.
На светским првенствима у олимпијским базенима освојио је такође три медаље, све три на 200 делфин: сребра у Монтреалу 2005. и Шангају 2011. и бронзу у Риму 2009. Једину златну медаљу са великих такмичења освојио је на Универзијади у Тегуу 2003. такође на 200 делфин.

## Лични рекорди
| 400 м слободно            | 3:44,99 | 9. август 2008.    | НР     |  |  |  |
| 800 м слободно            | 7:50,93 | 8. април 2007.     | НР     |  |  |  |
| 200 м делфин              | 1:52,97 | 13. август 2008.   | НР, АР |  |  |  |
|                           |         |                    |        |  |  |  |
| 200 м делфин (мали базен) | 1:49,50 | 12. новембар 2011. | НР     |  |  |  |

Легенда: НР - национални рекорд; АР - рекорд Азије